# Sauk (volk)
De Sauk, ook wel bekend als de Sac of hun eigen naam Thâkîwaki of Asaki-waki/Oθaakiiwaki (wat "mensen van de uitgestrekte monding" betekent), zijn een inheems volk in de Verenigde Staten. Ze leven voornamelijk in de staat Oklahoma, waar zij deel uitmaken van de Sac and Fox Nation, een federaal erkende stam. Andere groepen leven in Kansas en Iowa. De Sac and Fox Nation heeft haar eigen regering en zet zich in voor het behoud van haar taal, cultuur en tradities. De gemeenschap viert regelmatig culturele evenementen, zoals powwows en festivals, waarin traditionele dansen, liederen en ambachten worden uitgevoerd.
De Sauk-taal behoort tot de Algonkische taalfamilie, die wordt gedeeld met naburige volkeren zoals de Fox (Meskwaki) en Kickapoo. Hoewel de Sauk-taal nu door slechts een klein aantal mensen wordt gesproken, zijn er initiatieven om deze te revitaliseren. 

## Geschiedenis

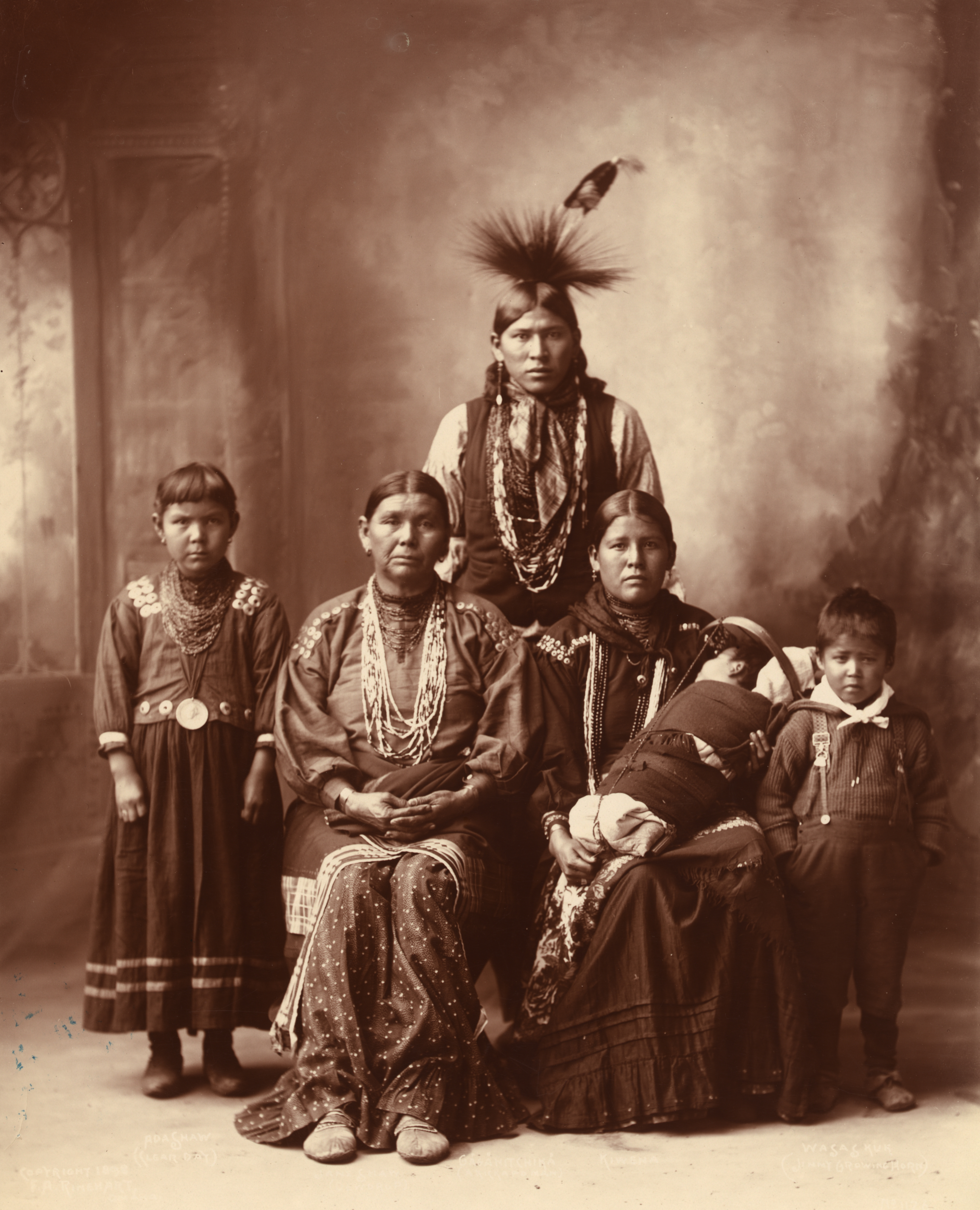
Een Saukgezin gefotografeerd door Frank Rinehart in 1899

De Sauk leefden oorspronkelijk in het huidige gebied van de Grote Meren, voornamelijk in Wisconsin, Illinois, en Iowa.
De Sauk waren semi-nomadisch en leefden in dorpen langs rivieren. Ze combineerden landbouw met seizoensgebonden jacht, visserij en verzamelen. Maïs, pompoen en bonen waren hun belangrijkste gewassen, maar bizonjacht speelde ook een belangrijke rol in hun cultuur, vooral na hun migratie naar de vlakten in de 18e eeuw. De Sauk waren georganiseerd in clans, elk met specifieke spirituele en sociale verantwoordelijkheden.
Tijdens de 17e en 18e eeuw werden de Sauk betrokken bij conflicten met Europese kolonisten en andere inheemse volkeren als gevolg van de westwaartse uitbreiding van koloniale machten en de pelshandel. Gedwongen door vijandelijke aanvallen en de druk van Europese nederzettingen, migreerden ze westwaarts naar gebieden in Iowa en Missouri.
Een van de meest beruchte episodes in de geschiedenis van de Sauk was de Black Hawk-oorlog in 1832, genoemd naar de invloedrijke leider Black Hawk. Hij leidde een opstand tegen de Amerikaanse regering toen de Sauk en Meskwaki werden gedwongen hun land in Illinois te verlaten. De oorlog eindigde met een nederlaag voor Black Hawk en zijn volgelingen, en dit markeerde het begin van verdere verdrijving van de Sauk naar reservaten in het westen.

## Cultuur en religie
De cultuur van de Sauk was doordrongen van spiritualiteit, waarbij de natuur en voorouderverering centraal stonden. Rituelen zoals de maïsdans en medicijnbundels waren belangrijk in hun religieuze leven. Medicijnmannen en vrouwen speelden een cruciale rol in het bewaren van kennis over geneeskrachtige planten en ceremoniën.
De samenleving was georganiseerd rond clans die matrilineair erfden, en leiderschap binnen de gemeenschap was gebaseerd op moed, wijsheid en consensus. Zowel mannen als vrouwen hadden specifieke rollen: mannen jaagden en vochten, terwijl vrouwen landbouw bedreven en zorg droegen voor huishoudelijke taken en het bewaren van tradities.